# Quận Kent, Maryland
Quận Kent là một quận nằm trong tiểu bang Maryland, Hoa Kỳ, bên Eastern Shore. Quận được đặt tên theo hạt Kent ở Anh. Quận lỵ là Chestertown. Năm 2000, dân số của quận là 19.197. Đây là quận đông dân nhất trong 23 quận của Maryland.

## Địa lý

### Quận giáp ranh
- Quận Cecil (bắc)
- Quận New Castle, Delaware (đông bắc)
- Quận Kent, Delaware (đông nam)
- Quận Queen Anne (nam)

## Thông tin nhân khẩu
Theo Cục điều tra dân số Hoa Kỳ, quận có tổng diện tích 414 dặm vuông (1.073 km ²), trong đó, 279 dặm vuông (724 km ²) là đất và 135 dặm vuông (349 km ²) của nó (32,55%) là mặt nước.
Theo điều tra dân số [3] năm 2000, quận đã có 19.197 người, 7.666 hộ, và 5.136 gia đình sống trong quận. Mật độ dân số là 69 người cho mỗi dặm vuông (27/km ²). Có 9.410 đơn vị nhà ở với mật độ trung bình là 34 cho mỗi dặm vuông (13/km ²). Thành phần chủng tộc của quận gồm: 79,64% người da trắng, 17,41% da đen hay Mỹ gốc Phi, 0,15% người Mỹ bản xứ, 0,54% người châu Á, Thái Bình Dương 0,05%, 1,04% từ các chủng tộc khác, và 1,18% từ hai hoặc nhiều chủng tộc. 2,84% dân số là người Hispanic hay Latino thuộc chủng tộc nào. 15,7% là người Anh, 14,2% người Đức, người Ailen và 12,4% 11,3% người Mỹ gốc theo điều tra dân số năm 2000.